# 1309
Năm 1309 là một năm trong lịch Julius.